# 单阳县
单阳县是越南林同省下辖的一个县。

## 地理
单阳县南接平顺省北平县和绥丰县，东接德重县和宁顺省宁山县，北接大叻市，西北接林河县，西接夷灵县。

## 历史
2000年10月30日，盛美市镇析置达荣社。
2024年10月24日，越南国会常务委员会通过决议，自2024年12月1日起，博若社并入广立社。

## 行政区划
单阳县下辖2市镇7社，县莅盛美市镇。
- 盛美市镇（Thị trấn Thạnh Mỹ）
- 热然市镇（Thị trấn Đ’Ran）
- 嘎多社（Xã Ka Đô）
- 嘎敦社（Xã Ka Đơn）
- 乐林社（Xã Lạc Lâm）
- 乐春社（Xã Lạc Xuân）
- 广立社（Xã Quảng Lập）
- 都扎社（Xã Tu Tra）
- 达荣社（Xã Đạ Ròn）